# Jeannette Losa
Jeannette Losa (* 1962; heimatberechtigt in Locarno) ist eine Schweizer Politikerin (Grüne).

## Leben
Jeannette Losa absolvierte eine Ausbildung zur Pflegefachfrau und war mehrere Jahre an einem Kinderspital tätig. Nach Aus- und Weiterbildungen zur Erwachsenenbildnerin, Mütter- und Familienberaterin ist sie als selbstständige Elternberaterin und Erwachsenenbildnerin sowie als Leiterin von überbetrieblichen Kursen für Lernende Fachperson Betreuung tätig. Jeannette Losa ist verheiratet, Mutter von drei erwachsenen Kindern und lebt in Mörschwil.

## Politik
Jeannette Losa wurde bei den Wahlen 2020 als erste Vertreterin der Grünen aus dem Wahlkreis Rorschach in den Kantonsrat des Kantons St. Gallen gewählt. Sie ist seit 2020 Mitglied der Bildungsgruppe und der Kerngruppe der Interessengruppe Alter, seit 2021 Mitglied der Redaktionskommission und seit 2023 Mitglied der Interessengruppe Natur und Umwelt.